# Emoia ponapea
Emoia ponapea este o specie de șopârle din genul Emoia, familia Scincidae, descrisă de Kiester în anul 1982. A fost clasificată de IUCN ca specie în pericol. Conform Catalogue of Life specia Emoia ponapea nu are subspecii cunoscute.